# Schoenomyzina pallicornis
Schoenomyzina pallicornis är en tvåvingeart som beskrevs av Malloch 1934. Schoenomyzina pallicornis ingår i släktet Schoenomyzina och familjen husflugor. Inga underarter finns listade i Catalogue of Life.